# AEW Unified Championship
O AEW Unified Championship (em português: Campeonato Unificado da AEW)  é um campeonato de luta livre profissional masculino criado e promovido pela promoção americana All Elite Wrestling (AEW). O título foi revelado durante o Dynamite: Summer Blockbuster em 11 de junho de 2025, como a unificação do Campeonato Continental da AEW e do Campeonato Internacional da AEW. O campeão inaugural foi determinado em uma luta de unificação Winner Takes All, onde o campeão continental Kazuchika Okada derrotou o campeão internacional Kenny Omega no All In em 12 de julho de 2025.

## História
No episódio de 20 de março de 2024 do programa semanal de luta livre profissional da All Elite Wrestling (AEW), Dynamite, Kazuchika Okada venceu o Campeonato Continental da AEW. No ano seguinte, em 9 de março de 2025, no evento Revolution pay-per-view (PPV), Kenny Omega venceu o Campeonato Internacional da AEW. Durante esse período, a AEW começou a provocar uma luta entre os dois para reacender uma longa rivalidade que os unia desde a época da New Japan Pro-Wrestling (NJPW). Isso culminou no Dynamite: Fyter Fest em 4 de junho de 2025, onde Okada confrontou Omega para marcar uma luta Winner Takes All entre eles no evento PPV da AEW All In em 12 de julho de 2025. Durante a assinatura do contrato na semana seguinte no Dynamite: Summer Blockbuster, Tony Schiavone anunciou que a luta também seria uma unificação do campeonato para unificar os títulos Continental e Internacional como o Campeonato Unificado da AEW.
De acordo com uma reportagem do Fightful Select, a AEW planeja registrar o título como mais um campeonato de ponta, comparável ao Campeonato Mundial da AEW, e não como um "título de nível médio ou médio-alto". Além disso, embora o Campeonato Continental seja extinto, o Continental Classic continuará existindo; o Campeonato Continental era o prêmio do torneio anual. Ainda não foi confirmado se o Campeonato Unificado sucederá o título Continental como prêmio do Continental Classic.

## Design do cinto
O cinturão do Campeonato Unificado da AEW é inspirado nos cinturões do Campeonato Continental e do Campeonato Internacional. Ele possui cinco placas douradas em uma tira de couro preta. A placa central oval apresenta o logotipo da AEW na parte superior. No centro da placa central, há um círculo com a coroa do Campeonato Continental, com o restante do círculo preenchido com joias. Acima e abaixo, há duas faixas pretas, em estilo semelhante ao do Campeonato Internacional, com a inscrição "Unified" na faixa superior e "Champion" na inferior. As faixas são sustentadas de cada lado por um leão ereto voltado para dentro, também do Campeonato Internacional. Na extremidade de cada faixa, há partes de um globo, semelhantes aos círculos nos quatro cantos da placa central do Campeonato Internacional. As placas laterais internas também têm formato oval e são modeladas com base nas placas laterais do Campeonato Continental, apresentando parte do globo com o logotipo da AEW acima dele.
As placas laterais externas são únicas, pois a da esquerda apresenta Kenny Omega aplicando seu golpe finalizador, o One-Winged Angel, enquanto a da direita mostra Kazuchika Okada aplicando seu golpe finalizador, The Rainmaker. De acordo com o "Wrestling Observer", o presidente da AEW, Tony Khan, planeja manter as placas laterais de Omega e Okada para comemorar os títulos Internacional e Continental e os legados que Omega e Okada trouxeram para a luta de unificação. Como a maioria dos campeonatos da AEW, o cinturão foi produzido pela Red Leather Belts.